# Liga Światowa w Piłce Siatkowej 2011 (eliminacje)
Eliminacje do Ligi Światowej siatkarzy 2011 rozpoczęły się 6 sierpnia 2010 roku. Wzięło w nich udział 6 reprezentacji wyłonionych na podstawie zasad ustalonych przez FIVB.
Eliminacje składały się z dwóch rund. W pierwszej drużyny z różnych konfederacji zostały rozlosowane w pary. Każda para rozegrała ze sobą dwumecz. W drugiej rundzie zwycięskie drużyny dołączyły do 15. i 16. drużyny Ligi Światowej 2010, tworząc ponownie pary. Druga runda grana była tym samym systemem co pierwsza.
O awansie decydowały kolejno: liczba wygranych meczów, stosunek małych punktów, stosunek setów.

## Drużyny uczestniczące
| Reprezentacja                            | Sposób kwalifikacji                           | Ranking FIVB                           |
| Drużyny uczestniczące od drugiej rundy   | Drużyny uczestniczące od drugiej rundy        | Drużyny uczestniczące od drugiej rundy |
| ---------------------------------------- | --------------------------------------------- | -------------------------------------- |
| Chiny                                    | 15. miejsce w Lidze Światowej 2010            | 10. miejsce                            |
| Korea Południowa                         | 16. miejsce w Lidze Światowej 2010            | 16. miejsce                            |
| Drużyny uczestniczące od pierwszej rundy |                                               |                                        |
| Japonia                                  | nominowana przez AVC                          | 12. miejsce                            |
| Portoryko                                | brązowy medal w Pucharze Panamerykańskim 2010 | 17. miejsce                            |
| Portugalia                               | zwycięstwo w Lidze Europejskiej 2010          | 42. miejsce                            |
| Tunezja                                  | nominowana przez CAVB                         | 22. miejsce                            |

## Pierwsza runda

### Grupa A -San Juan
Tabela
| Lp. | Drużyna    | Pkt | Mecze | Mecze   | Mecze   | Małe punkty | Małe punkty | Małe punkty | Sety | Sety | Sety  |
| Lp. | Drużyna    | Pkt | M     | W (3:2) | P (2:3) | zdob.       | str.        | ratio       | wyg. | prz. | ratio |
| --- | ---------- | --- | ----- | ------- | ------- | ----------- | ----------- | ----------- | ---- | ---- | ----- |
| 1   | Portoryko  | 6   | 2     | 2 (0)   | 0 (0)   | 190         | 167         | 1.138       | 6    | 2    | 3.000 |
| 2   | Portugalia | 0   | 2     | 0 (0)   | 2 (0)   | 167         | 190         | 0.879       | 2    | 6    | 0.333 |

Źródło: FIVB
Punktacja: 3:0 i 3:1 – 3 pkt; 3:2 – 2 pkt; 2:3 – 1 pkt; 1:3 i 0:3 – 0 pkt
Zasady ustalania kolejności: 1. liczba punktów; 2. liczba zwycięstw; 3. stosunek małych punktów; 4. stosunek setów
Wyniki spotkań
| 06.08.2010 | Portoryko | 3:1 (20:25, 25:18, 25:22, 25:22) | Portugalia |

| 07.08.2010 | Portoryko | 3:1 (20:25, 25:15, 25:18, 25:22) | Portugalia |

### Grupa B -Nagano
Tabela
| Lp. | Drużyna | Pkt | Mecze | Mecze   | Mecze   | Małe punkty | Małe punkty | Małe punkty | Sety | Sety | Sety  |
| Lp. | Drużyna | Pkt | M     | W (3:2) | P (2:3) | zdob.       | str.        | ratio       | wyg. | prz. | ratio |
| --- | ------- | --- | ----- | ------- | ------- | ----------- | ----------- | ----------- | ---- | ---- | ----- |
| 1   | Japonia | 6   | 2     | 2 (0)   | 0 (0)   | 150         | 108         | 1.389       | 6    | 0    | MAX   |
| 2   | Tunezja | 0   | 2     | 0 (0)   | 2 (0)   | 108         | 150         | 0.720       | 0    | 6    | 0.000 |

Źródło: FIVB
Punktacja: 3:0 i 3:1 – 3 pkt; 3:2 – 2 pkt; 2:3 – 1 pkt; 1:3 i 0:3 – 0 pkt
Zasady ustalania kolejności: 1. liczba punktów; 2. liczba zwycięstw; 3. stosunek małych punktów; 4. stosunek setów
Wyniki spotkań
| 17.08.2010 | Japonia | 3:0 (25:20, 25:13, 25:21) | Tunezja |

| 18.08.2010 | Japonia | 3:0 (25:17, 25:16, 25:21) | Tunezja |

## Druga runda

### Grupa C -Nagano
Tabela
| Lp. | Drużyna          | Pkt | Mecze | Mecze   | Mecze   | Małe punkty | Małe punkty | Małe punkty | Sety | Sety | Sety  |
| Lp. | Drużyna          | Pkt | M     | W (3:2) | P (2:3) | zdob.       | str.        | ratio       | wyg. | prz. | ratio |
| --- | ---------------- | --- | ----- | ------- | ------- | ----------- | ----------- | ----------- | ---- | ---- | ----- |
| 1   | Korea Południowa | 6   | 2     | 2 (0)   | 0 (0)   | 198         | 187         | 1.059       | 6    | 2    | 3.000 |
| 2   | Japonia          | 0   | 2     | 0 (0)   | 2 (0)   | 187         | 198         | 0.944       | 2    | 6    | 0.333 |

Źródło: FIVB
Punktacja: 3:0 i 3:1 – 3 pkt; 3:2 – 2 pkt; 2:3 – 1 pkt; 1:3 i 0:3 – 0 pkt
Zasady ustalania kolejności: 1. liczba punktów; 2. liczba zwycięstw; 3. stosunek małych punktów; 4. stosunek setów
Wyniki spotkań
| 24.08.2010 | Japonia | 1:3 (20:25, 25:20, 27:29, 21:25) | Korea Południowa |

| 25.08.2010 | Japonia | 1:3 (25:23, 23:25, 24:26, 22:25) | Korea Południowa |

### Grupa D -Arecibo
Tabela
| Lp. | Drużyna   | Pkt | Mecze | Mecze   | Mecze   | Małe punkty | Małe punkty | Małe punkty | Sety | Sety | Sety  |
| Lp. | Drużyna   | Pkt | M     | W (3:2) | P (2:3) | zdob.       | str.        | ratio       | wyg. | prz. | ratio |
| --- | --------- | --- | ----- | ------- | ------- | ----------- | ----------- | ----------- | ---- | ---- | ----- |
| 1   | Portoryko | 6   | 2     | 2 (0)   | 0 (0)   | 199         | 182         | 1.093       | 6    | 2    | 3.000 |
| 2   | Chiny     | 0   | 2     | 0 (0)   | 2 (0)   | 182         | 199         | 0.915       | 2    | 6    | 0.333 |

Źródło: FIVB
Punktacja: 3:0 i 3:1 – 3 pkt; 3:2 – 2 pkt; 2:3 – 1 pkt; 1:3 i 0:3 – 0 pkt
Zasady ustalania kolejności: 1. liczba punktów; 2. liczba zwycięstw; 3. stosunek małych punktów; 4. stosunek setów
Wyniki spotkań
| 28.08.2010 | Portoryko | 3:1 (22:25, 25:21, 25:21, 25:23) | Chiny |

| 29.08.2010 | Portoryko | 3:1 (25:19, 30:28, 22:25, 25:20) | Chiny |

## Składy drużyn
Sekcja grupuje składy wszystkich reprezentacji narodowych w piłce siatkowej, które wystąpiły w eliminacjach do Ligi Światowej 2011.
- Przynależność klubowa na koniec sezonu 2009/2010.
- Wiek na dzień pierwszego meczu danej reprezentacji.
- Zawodnicy oznaczeni literą K to kapitanowie reprezentacji.
- Legenda:
Nr - numer zawodnika
A - atakujący
L - libero
P - przyjmujący
R - rozgrywający
Ś - środkowy

### Chiny
Trener:  Zhou Jian’an
Asystent:  Xie Guochen
| Nr | Imię i nazwisko | Data urodzenia (wiek) | Wzrost (cm) | Klub     | Pozycja |
| -- | --------------- | --------------------- | ----------- | -------- | ------- |
| 1  | Bian Hongmin    | 22.09.1989 (20)       | 210         | Zhejiang | Ś       |
| 2  | Dai Qingyao     | 26.09.1991 (18)       | 205         | Szanghaj | A       |
| 3  | Yuan Zhi        | 29.09.1981 (28)       | 195         | Liaoning | A       |
| 4  | Zhang Chen      | 28.06.1985 (25)       | 201         | Jiangsu  | Ś       |
| 5  | Guo Peng        | 01.07.1982 (28)       | 200         | Army     | Ś       |
| 6  | Liang Chunlong  | 25.03.1988 (22)       | 206         | Liaoning | Ś       |
| 7  | Zhong Weijun    | 20.04.1989 (21)       | 199         | Army     | P       |
| 8  | Cui Jianjun     | 01.08.1985 (25)       | 190         | Henan    | P       |
| 9  | Jiao Shuai      | 28.01.1984 (26)       | 194         | Henan    | R       |
| 10 | Chen Ping       | 01.09.1989 (21)       | 195         | Jiangsu  | P       |
| 11 | Yu Dawei        | 21.06.1984 (26)       | 199         | Szantung | Ś       |
| 12 | Shen Qiong (K)  | 05.09.1981 (28)       | 198         | Szanghaj | P       |
| 13 | Jiang Kun       | 03.12.1985 (24)       | 197         | Syczuan  | P       |
| 14 | Xu Jingtao      | 07.07.1988 (22)       | 202         | Army     |         |
| 15 | Li Runming      | 01.03.1990 (20)       | 198         | Szantung | R       |
| 16 | Ren Qi          | 24.02.1984 (26)       | 174         | Szanghaj | L       |
| 17 | Ding Hui        | 24.06.1989 (21)       | 185         | Zhejiang | L       |
| 18 | Chen Jiahao     | 23.03.1982 (28)       | 187         | Szanghaj |         |
| 19 | Liu Tingwei     | 04.06.1987 (23)       | 195         | Army     |         |

Źródło: FIVB

### Japonia
Trener: Tatsuya Ueta
Asystent: Naoki Morokuma
| Nr | Imię i nazwisko     | Data urodzenia (wiek) | Wzrost (cm) | Klub                | Pozycja |
| -- | ------------------- | --------------------- | ----------- | ------------------- | ------- |
| 1  | Kenta Konishi       | 24.06.1979 (31)       | 196         | Panasonic Panthers  | Ś       |
| 2  | Yūta Abe            | 08.08.1981 (29)       | 191         | Toray Arrows        | R       |
| 3  | Takeshi Nagano      | 11.07.1985 (25)       | 176         | Panasonic Panthers  | L       |
| 4  | Daisaku Nishio      | 10.06.1982 (28)       | 191         | Osaka Blazers Sakai | P       |
| 5  | Shigeru Kondoh      | 23.11.1982 (27)       | 187         | Toray Arrows        | R       |
| 6  | Yoshifumi Suzuki    | 31.03.1983 (27)       | 200         | Suntory Sunbirds    | Ś       |
| 7  | Yusuke Inoue        | 05.08.1983 (27)       | 173         | Osaka Blazers Sakai | L       |
| 8  | Yuya Ageba          | 30.09.1983 (26)       | 191         | F.C. Tokyo          | P       |
| 9  | Takaaki Tomimatsu   | 20.07.1984 (26)       | 191         | Toray Arrows        | Ś       |
| 10 | Daisuke Yako        | 07.10.1988 (21)       | 194         | Tokai University    | P       |
| 11 | Yoshihiko Matsumoto | 07.01.1981 (29)       | 193         | Osaka Blazers Sakai | Ś       |
| 12 | Kota Yamamura (K)   | 20.10.1980 (29)       | 205         | Suntory Sunbirds    | Ś       |
| 13 | Kunihiro Shimizu    | 11.08.1986 (24)       | 192         | Panasonic Panthers  | P       |
| 14 | Tatsuya Fukuzawa    | 01.07.1986 (24)       | 189         | Panasonic Panthers  | P       |
| 15 | Hisashi Aizawa      | 08.03.1986 (24)       | 195         | Toray Arrows        | Ś       |
| 16 | Yusuke Ishijima     | 09.01.1984 (26)       | 197         | Osaka Blazers Sakai | P       |
| 17 | Yū Koshikawa        | 30.06.1984 (26)       | 189         | Pallavolo Padwa     | P       |
| 18 | Yuta Yoneyama       | 29.08.1984 (25)       | 185         | Toray Arrows        | P       |
| 19 | Shun Imamura        | 20.07.1987 (23)       | 181         | Osaka Blazers Sakai | R       |

Źródło: FIVB

### Korea Południowa
Trener: Shin Chi-yong
Asystent: Seo Nam-won
| Nr | Imię i nazwisko    | Data urodzenia (wiek) | Wzrost (cm) | Klub                            | Pozycja |
| -- | ------------------ | --------------------- | ----------- | ------------------------------- | ------- |
| 1  | Shin Young-soo     | 01.07.1982 (28)       | 197         | Korean Airlines                 | L       |
| 2  | Han Sun-soo        | 16.12.1985 (24)       | 189         | Korean Airlines                 | R       |
| 3  | Kwon Young-min     | 05.07.1980 (30)       | 190         | Hyundai Capital Skywalkers      | R       |
| 4  | Moon Sung-min      | 14.09.1986 (23)       | 198         | Halkbank Ankara                 | P       |
| 5  | Yeo Oh-hyun        | 02.09.1978 (21)       | 176         | Samsung Fire & Marine Insurance | L       |
| 6  | Choi Tae-woong (K) | 09.04.1976 (34)       | 185         | Samsung Fire & Marine Insurance | R       |
| 7  | Lee Sun-kyu        | 14.03.1981 (29)       | 200         | Hyundai Capital Skywalkers      | Ś       |
| 8  | Kim Hak-min        | 04.09.1983 (26)       | 192         | Korean Airlines                 | P       |
| 9  | Kang Dong-jin      | 31.08.1983 (26)       | 193         | Korean Airlines                 | P       |
| 10 | Ko Hee-jin         | 13.07.1980 (30)       | 198         | Samsung Fire & Marine Insurance | Ś       |
| 11 | Lee Kyung-soo      | 27.04.1979 (31)       | 197         | LIG Insurance                   | P       |
| 12 | Kim Hyun-soo       | 06.06.1986 (24)       | 196         | Woori Capital                   |         |
| 13 | Park Chul-woo      | 25.07.1985 (25)       | 198         | Hyundai Capital Skywalkers      | P       |
| 14 | Kim Yo-han         | 16.08.1985 (25)       | 198         | LIG Insurance                   | P       |
| 15 | Ha Hyun-yong       | 09.05.1982 (28)       | 198         | LIG Insurance                   | Ś       |
| 16 | Park Jun-bum       | 12.06.1988 (22)       | 200         | Hanyang University              | P       |
| 17 | Ha Kyoung-min      | 27.07.1982 (28)       | 201         | Hyundai Capital Skywalkers      | Ś       |
| 18 | Shin Yung-suk      | 04.10.1986 (23)       | 198         | Woori Capital                   | Ś       |
| 19 | Lee Kang-joo       | 30.06.1983 (27)       | 185         | Woori Capital                   |         |

Źródła: FIVB

### Tunezja
Trener: Fethi Mkaouar
Asystent: Heidi Karray
| Nr | Imię i nazwisko        | Data urodzenia (wiek) | Wzrost (cm) | Klub                     | Pozycja |
| -- | ---------------------- | --------------------- | ----------- | ------------------------ | ------- |
| 1  | Niaz Sallem            | 10.05.1988 (22)       | 181         | CS Sfax                  | L       |
| 2  | Ahmed Kadhi            | 19.04.1989 (21)       | 197         | COKelibia                | Ś       |
| 3  | Saifeddine El Majid    | 10.09.1984 (25)       | 197         | COKelibia                | R       |
| 4  | Marouen Garci          | 21.03.1988 (22)       | 194         | Étoile Sportive du Sahel | A       |
| 5  | Chokri Jouini          | 25.04.1989 (21)       | 191         | Espérance Tunis          | A       |
| 6  | Skander Ben Tara       | 22.01.1985 (25)       | 200         | Espérance Tunis          | Ś       |
| 7  | Elyes Karamosli        | 22.08.1989 (20)       | 194         | Espérance Tunis          | U       |
| 8  | Mohamed Ben Slimen (K) | 29.11.1981 (28)       | 187         | Étoile Sportive du Sahel | R       |
| 9  | Mohamed Ali Saada      | 13.09.1989 (20)       | 191         | CSHlif                   | U       |
| 10 | Hamza Nagga            | 29.05.1990 (20)       | 196         | TAC                      |         |
| 11 | Ismail Moalla          | 30.01.1990 (20)       | 189         | CS Sfax                  | U       |
| 12 | Anouer Taouerghi       | 17.08.1983 (27)       | 185         | CS Sfax                  | L       |
| 13 | Haykel Jerbi           | 04.04.1988 (22)       | 199         | ASHaouaria               | R       |
| 14 | Ben Hassine Bilel      | 22.06.1983 (27)       | 195         | Nabeul                   | Ś       |
| 15 | Mahdi Gara             | 01.03.1981 (29)       | 189         | COKelibia                | U       |
| 16 | Hichem Kaabi           | 13.09.1986 (23)       | 194         | Espérance Tunis          |         |
| 17 | Slim Masmoudi          | 19.03.1983 (27)       | 197         | CS Sfax                  | L       |
| 18 | Aymen Karoui           | 07.04.1989 (21)       | 194         | Saydia Sports            | U       |
| 19 | Nabil Miladi           | 28.02.1988 (22)       | 194         | ASHaouaria               | Ś       |

Źródło: FIVB

### Portoryko
Trener: Carlos Cardona
Asystent: Ramón Hernández
| Nr | Imię i nazwisko       | Data urodzenia (wiek) | Wzrost (cm) | Klub                  | Pozycja |
| -- | --------------------- | --------------------- | ----------- | --------------------- | ------- |
| 1  | José Rivera           | 02.07.1977 (33)       | 192         | Carolina              | P       |
| 2  | Gregory Berrios       | 24.01.1979 (31)       | 182         | Patriotas de Lares    | L       |
| 3  | Juan Figueroa         | 03.06.1986 (24)       | 189         |                       | A       |
| 4  | Víctor Rivera         | 30.08.1976 (33)       | 195         | Plataneros de Corozal | P       |
| 5  | Roberto Muñiz         | 11.06.1980 (30)       | 196         | Leones de Ponce       | A       |
| 6  | Angel Perez           | 20.05.1982 (28)       | 190         | Changos de Naranjito  | R       |
| 7  | Enrique Escalante     | 06.08.1984 (26)       | 195         | Plataneros de Corozal | Ś       |
| 8  | Rene Esteves          | 25.11.1977 (32)       | 199         | Adjuntas              | Ś       |
| 9  | Luis Rodríguez        | 13.07.1969 (41)       | 202         | Changos de Naranjito  | Ś       |
| 10 | Iván Pérez            | 13.02.1985 (25)       | 190         |                       | P       |
| 11 | Steve Morales         | 07.04.1992 (18)       | 195         |                       |         |
| 12 | Héctor Soto (K)       | 20.06.1978 (32)       | 197         | Mets de Guaynabo      | P       |
| 13 | Alexis Matias         | 21.07.1974 (36)       | 195         | Plataneros de Corozal | A       |
| 14 | Fernando Morales      | 04.02.1982 (28)       | 186         | Plataneros de Corozal | R       |
| 15 | Edgardo Goás          | 27.01.1989 (21)       | 189         |                       | R       |
| 16 | Ricardo Archilla      | 05.11.1991 (18)       | 198         |                       | P/A     |
| 17 | David Menéndez        | 22.02.1988 (22)       | 189         | Plataneros de Corozal |         |
| 18 | Edwin Leonardo Aquino | 09.11.1984 (25)       | 196         | Mets de Guaynabo      | Ś       |
| 19 | Harry Rosario         | 09.11.1976 (33)       | 182         | Plataneros de Corozal |         |

Źródło: FIVB

### Portugalia
Trener: Juan Díaz
Asystent: Hugo Silva
| Nr | Imię i nazwisko      | Data urodzenia (wiek) | Wzrost (cm) | Klub                    | Pozycja |
| -- | -------------------- | --------------------- | ----------- | ----------------------- | ------- |
| 1  | Marcel Gil           | 08.05.1990 (20)       | 206         | S.C. das Caldas         | Ś       |
| 2  | Carlos Teixeira      | 11.03.1976 (34)       | 182         | Stade Poitevin Poitiers | L       |
| 3  | Manuel Silva         | 28.12.1973 (36)       | 190         | AJF Bastardo            | P       |
| 4  | João Carlos Malveiro | 08.12.1979 (30)       | 198         | Castêlo da Maia GC      | Ś       |
| 5  | Marco Evan Ferreira  | 04.10.1987 (22)       | 200         | AD Machico              | A       |
| 6  | Carlos Libório       | 07.07.1990 (20)       | 194         | S.C. das Caldas         | P       |
| 7  | José Vieira          | 06.06.1983 (27)       | 202         | CS Marítimo             | P       |
| 8  | Tiago Violas         | 27.03.1989 (21)       | 190         | Esmoriz GC              | R       |
| 9  | Carlos Fidalgo       | 16.05.1987 (23)       | 198         | SL Benfica              | R       |
| 10 | Nuno Pereira         | 20.01.1989 (21)       | 200         | CDRJ Anreade            | Ś       |
| 11 | Frederico Siqueira   | 05.04.1983 (27)       | 206         | VC Averbode             | Ś       |
| 12 | João José (K)        | 07.06.1978 (32)       | 195         | VfB Friedrichshafen     | Ś       |
| 13 | Valdir Sequeira      | 22.11.1981 (28)       | 196         | Pallavolo Piacenza      | A       |
| 14 | Flávio Cruz          | 28.08.1982 (27)       | 194         | SC Espinho              | P       |
| 15 | Rui António Santos   | 24.03.1984 (26)       | 203         | AJF Bastardo            | Ś       |
| 16 | Ivo Casas            | 21.09.1992 (17)       | 179         | Leixões SC              | L       |
| 17 | João Fidalgo         | 02.11.1986 (23)       | 172         | Vitoria SC              | L       |
| 18 | André Lopes          | 12.09.1982 (27)       | 193         | Noliko Maaseik          | P       |
| 19 | Alexandre Ferreira   | 13.11.1991 (28)       | 200         | CDRJ Anreade            | P       |

Źródło: FIVB